# Wikipédia en zhuang
Wikipédia en zhuang (en zhuang : Veizgiek Bakgoh Vahcuengh) est l’édition de Wikipédia en zhuang, langue taï parlée par les Zhuang au Guangxi en Chine. L'édition est lancée officiellement en juillet 2004 et dans les faits en juin 2005. Son code est : za.
Au 21 mars 2025, l'édition en zhuang contient 2 966 articles et compte 11 669 contributeurs, dont 17 contributeurs actifs et 1 administrateur.

## Présentation

Aire de diffusion du zhuang et de ses dialectes.

## Statistiques
- Le 13 mars 2015, l'édition en zhuang compte 665 articles et 4 438 utilisateurs enregistrés[3], ce qui en fait la 241e[4] édition linguistique de Wikipédia par le nombre d'articles et la 243e[5] par le nombre d'utilisateurs enregistrés, parmi les 287 éditions linguistiques actives.
- Le 7 novembre 2022, elle contient 2 078 articles et compte 9 880 contributeurs, dont 10 contributeurs actifs et 1 administrateur.
- Le 27 septembre 2024, elle contient 2 962 articles et compte 11 322 contributeurs, dont 12 contributeurs actifs et 2 administrateurs.